# En rose et noir
Pour les articles homonymes, voir Rose et Noir (homonymie).
En rose et noir est le 26e tome de la série de bande dessinée Mélusine. Il est paru le 4 mai 2018.

## Synopsis
Mélusine apprend que ses parents se séparent. Son père lui apprend que sa mère, qui croit qu'il l'a trompée, s'est enfuie le jour précédent. Elle part à sa recherche et découvre que sa fuite cache un secret qu'elle garde depuis de nombreuses années, et qui va déclencher une guerre entre les sorciers et les fées.